# Muraena

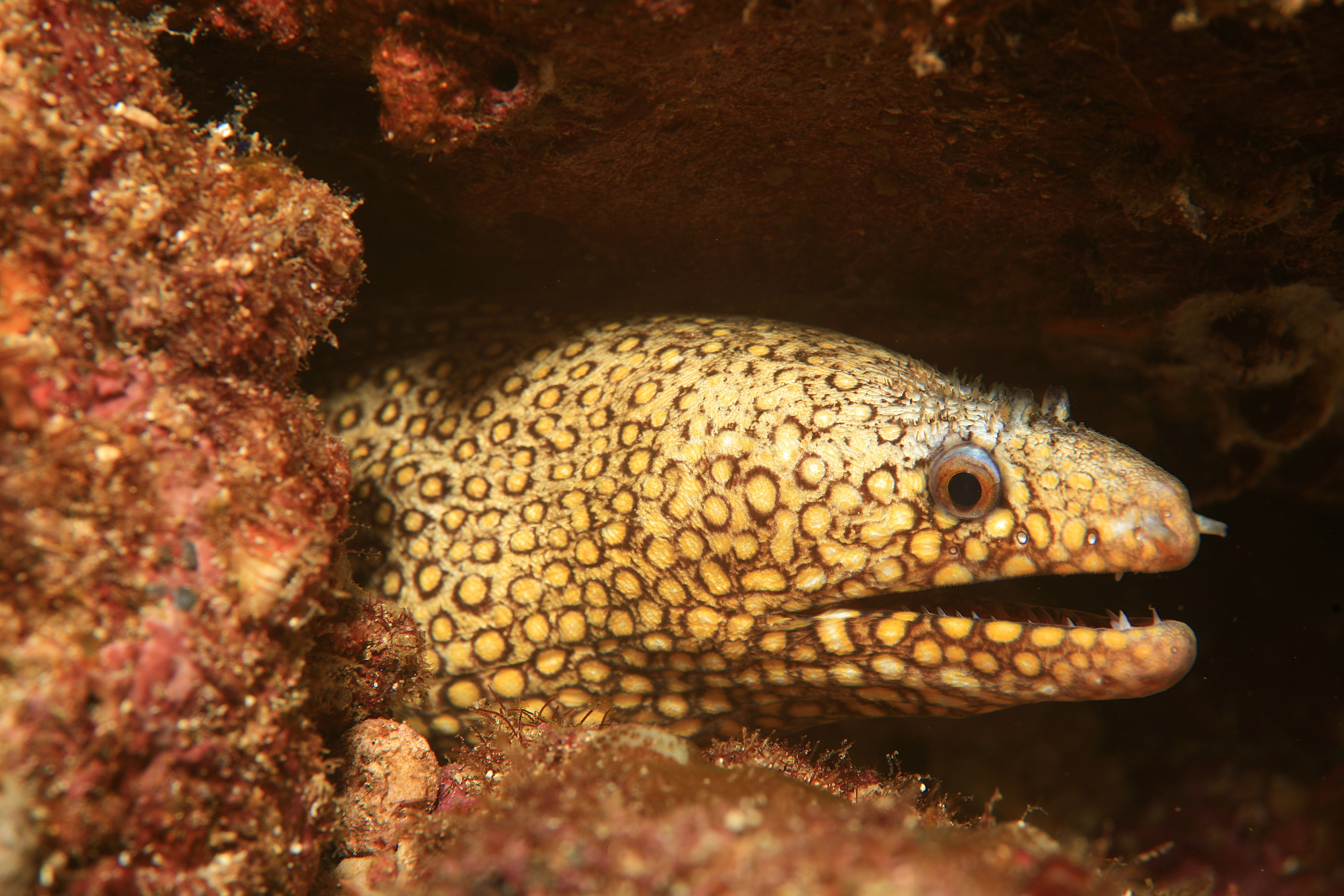
Muraena lentiginosa

A Muraena a sugarasúszójú halak (Actinopterygii) osztályának angolnaalakúak (Anguilliformes) rendjébe, ezen belül a murénafélék (Muraenidae) családjába és a Muraeninae alcsaládjába tartozó nem.

## Rendszerezésük
A nembe az alábbi 10 faj tartozik:
- Muraena appendiculata (Guichenot, 1848)
- Muraena argus (Steindachner, 1870)
- Muraena augusti (Kaup, 1856)
- Muraena clepsydra Gilbert, 1898
- közönséges muréna (Muraena helena) Linnaeus, 1758 - típusfaj
- Muraena lentiginosa Jenyns, 1842
- Muraena melanotis (Kaup, 1860)
- Muraena pavonina Richardson, 1845
- Muraena retifera Goode & Bean, 1882
- Muraena robusta Osório, 1911